# Sterolotki

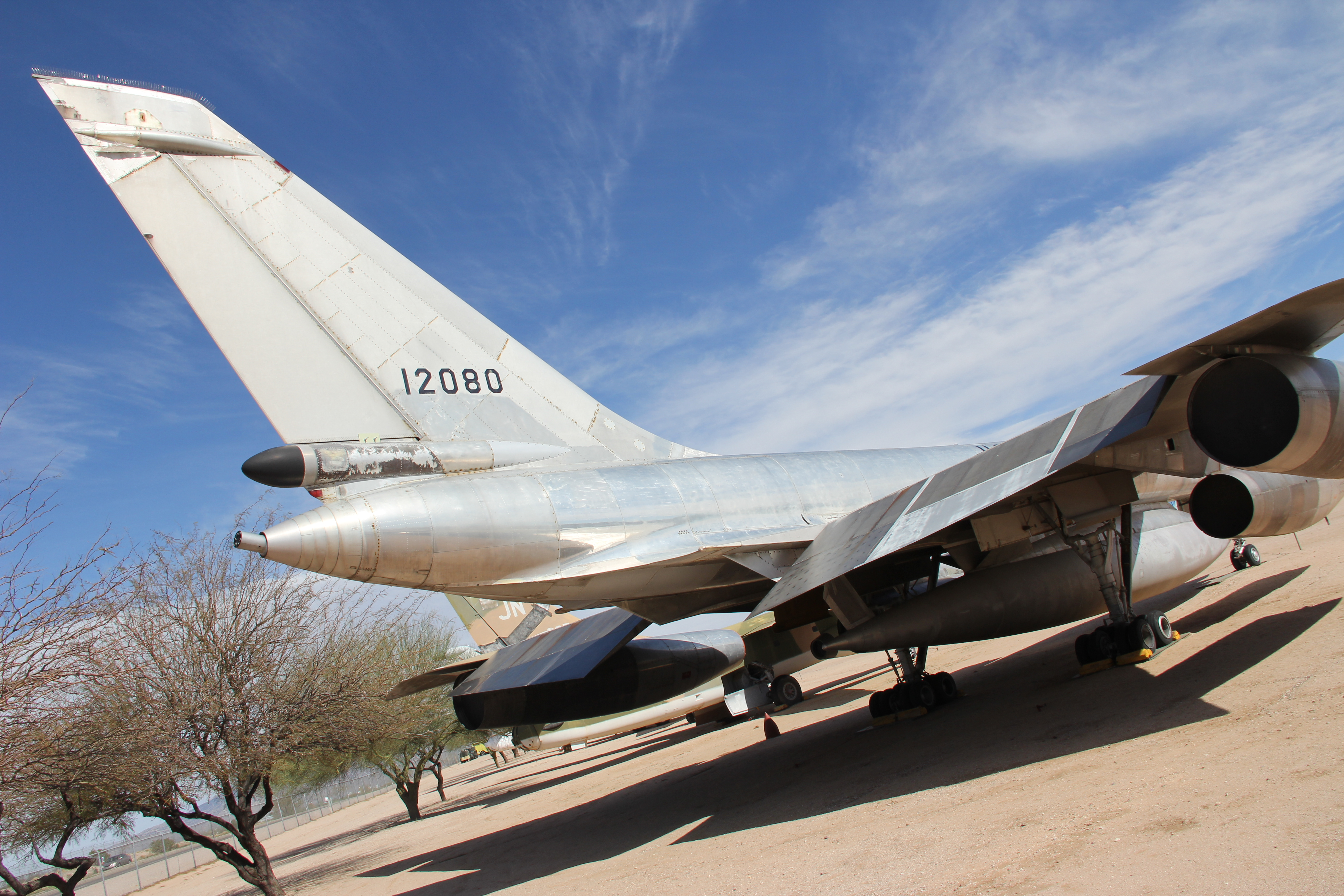
Sterolotki samolotu Convair B-58 Hustler

Sterolotki (elewony) – powierzchnie sterowe samolotu, stosowane w niektórych konstrukcjach. Łączą w sobie funkcje sterów wysokości oraz lotek. Mogą być wychylane w tym samym kierunku i wtedy pełnią rolę sterów wysokości, zaś przy wychyleniu w przeciwnych kierunkach pełnią rolę lotek.
Stosowane głównie w samolotach bez usterzenia poziomego, w układach latającego skrzydła oraz w samolotach z układem klasycznym o małym wydłużeniu skrzydeł a także w samolotach o zmiennej geometrii skrzydeł.